# Grosser Galtenberg
Le Grosser Galtenberg est une montagne qui s’élève à 2 424 m d’altitude dans les Alpes de Kitzbühel, en Autriche.